# Plesiocrono
Il plesiocrono è un sistema in cui ricevitore e trasmettitore, ognuno con una propria frequenza di lavoro, sono sincronizzati temporalmente tra loro entro certe specifiche tolleranze temporali.
A differenza di un sistema sincrono, dove ogni componente ha esattamente lo stesso riferimento temporale, in uno plesiocrono un dato componente può essere impostato ad un tempo non assolutamente identico agli altri, purché la differenza resti entro i limiti di specifica imposti.

## Etimologia
Il termine deriva del greco plesios (vicino) e chronos (tempo).

## In elettronica
I segnali plesiocroni sono segnali digitali con la stessa frequenza nominale di cifra, ma che, basandosi su orologi diversi, presentano delle piccole differenze, entro una certa precisione. 
Si parla di questi segnali nei segnali a modulazione di tempo.